# Como (Wisconsin)
Como es un lugar designado por el censo ubicado en el condado de Walworth en el estado estadounidense de Wisconsin. En el Censo de 2010 tenía una población de 2.631 habitantes y una densidad poblacional de 242,96 personas por km².

## Geografía
Como se encuentra ubicado en las coordenadas 42°36′51″N 88°30′18″O / 42.61417, -88.50500. Según la Oficina del Censo de los Estados Unidos, Como tiene una superficie total de 10.83 km², de la cual 9.3 km² corresponden a tierra firme y (14.11%) 1.53 km² es agua.

## Demografía
Según el censo de 2010, había 2.631 personas residiendo en Como. La densidad de población era de 242,96 hab./km². De los 2.631 habitantes, Como estaba compuesto por el 91.87% blancos, el 0.65% eran afroamericanos, el 0.23% eran amerindios, el 1.98% eran asiáticos, el 0.23% eran isleños del Pacífico, el 3.8% eran de otras razas y el 1.25% pertenecían a dos o más razas. Del total de la población el 10.34% eran hispanos o latinos de cualquier raza.